# Єгипет на зимових Олімпійських іграх 1984
Єгипет брав участь у Зимових Олімпійських іграх 1984 року у Сараєво (Югославія) уперше і востаннє (на 2012 рік), але не завоював жодної медалі. Країну представляв один гірськолижник.

## Гірськолижний спорт
Спортсменів — 1
Чоловіки
| Спортсмен        | Вид                | 1 спроба     | 2 спроба   | Всього  | Місце |
| ---------------- | ------------------ | ------------ | ---------- | ------- | ----- |
| Джаміль ель-Ріді | Слалом             | 1.30,56      | 1.26,37    | 2.56,93 | 46    |
| Джаміль ель-Ріді | Гігантський слалом | не фінішував | не пройшов | -       | -     |
| Джаміль ель-Ріді | Швидкісний спуск   |              |            | 3.13,86 | 60    |